# Luxor
Luxor (arabă الأقصر‎ Al 'Uqṣur - orașul palatelor) este un oraș de pe Nil cu ca. 500.000 de locuitori, aici găsindu-se una dintre cele mai importante descoperiri arheologice din perioada Egiptului antic. Orașul s-a extins datorită turismului, care este ramura cea mai importantă a regiunii.

## Atracții turistice

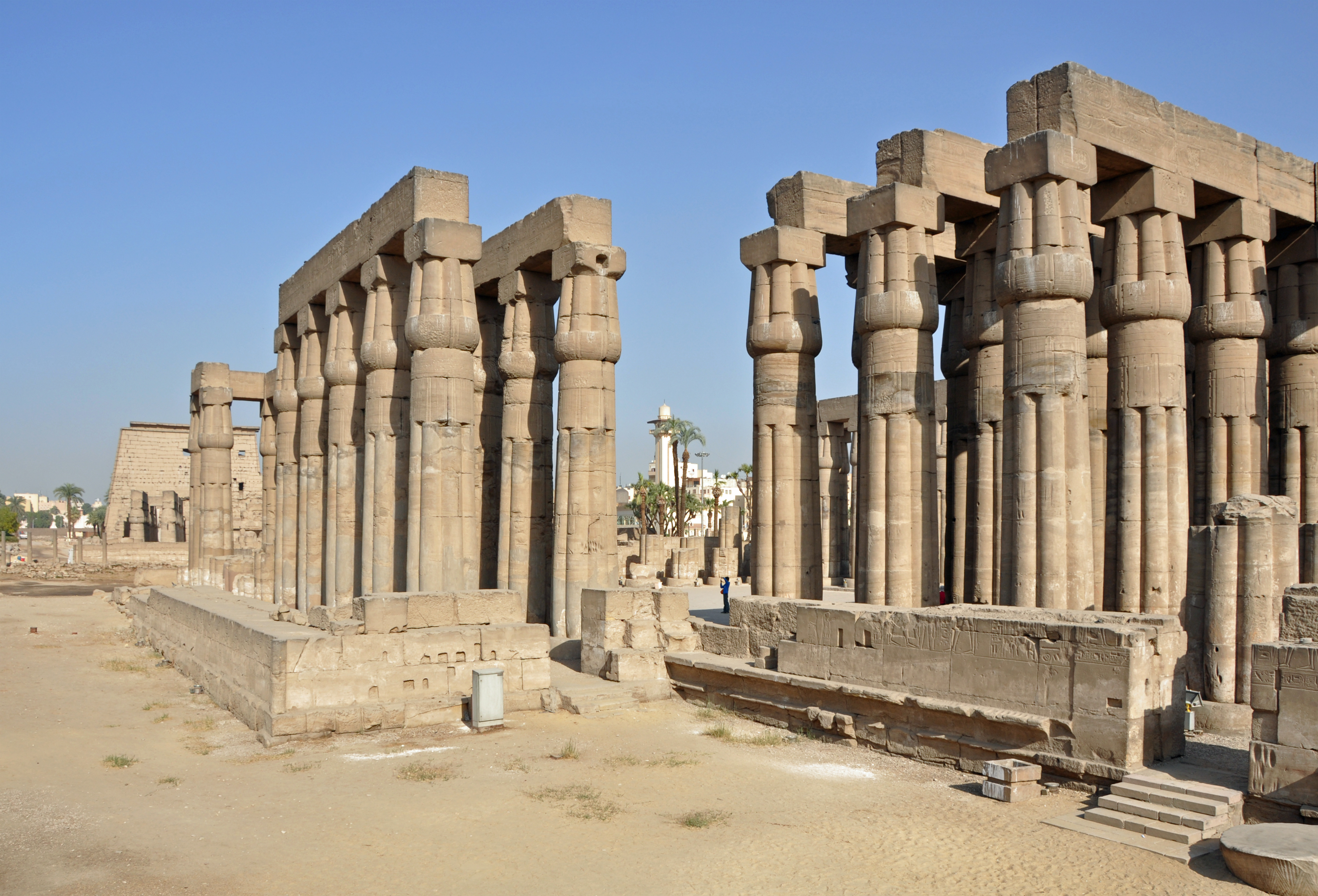
Templul din Luxor

Unul dintre punctele cele mai importante vizitate de turiști este templul din Luxor care a fost clădit în cea mai mare parte în timpul faraonului Amenophis III și a fost ridicat în cinstea zeului Amun. De aici a fost dus la Paris în piața Concorde unul din obeliscurile de granit. Lângă statuia monumentală al lui Ramses II se află moscheea albă unde se găsesc osemintele lui „Abū l-Haggāg”. Un alt obiect demn de vizitare este muzeul din Luxor. Culturile de cereale, trestie de zahăr și curmale nu aduc însă venituri comparabile cu cele obținute din turism. Construcțiile antice ale orașului atrag anual în Luxor mii de vizitatori. În acest loc se simte încă adierea istoriei, deoarece tocmai aici, pe teritoriul Tebei, s-a aflat cândva capitala faraonilor. Acest oraș din Egiptul de Sus, numit în limba străvechilor egipteni si Wasen sau Nuwe, se întindea cândva pe ambele maluri ale Nilului. Acolo unde astăzi se ridica Luxor și Karnak, se află în trecut Teba de Est. Pe malul stâng al fluviului se ridica Teba de Vest, (unde au fost îngropați mulți dintre faraonii Egiptului) și Deir el-Bahri, contemporan cu Templul lui Hatshepsut. Vizavi de Luxor, pe malul vestic al Nilului se află celebra Valea Regilor. Începând cu dinastia a XI-a și terminînd cu dinastia a XVIII-a Teba, reședința faraonilor, a fost cea mai importantă metropolă a statului egiptean. Faima sa a ajuns până în Grecia, unde a fost numită Diospolis (Orașul Divin). Vechiul Testament numește Teba No-Amon, adică orașul lui Amon. Printre edificiile remarcabile rămase din perioada de glorie a Egiptului se remarcă Templul lui Amon din Karnak. Starea excelentă în care acesta s-a păstrat îl transformă într-unul dintre cele mai vizitate obiecte turistice din Egipt. Cea mai frumoasă parte a sa este Marea Sală Hipostilă, cu douăsprezece coloane de 25 de metri.

## Istoria orașului
Între anii 2230 și 2035 î.Hr., pe vremea dinastiei a IX-a și a X-a, Teba s-a transformat în capitala puternicului stat al Egiptului antic. Au fost construite atunci numeroase temple, aleea sfincșilor și impunătoarele morminte. Templul de pe cheiul Nilului este celebru pentru basoreliefurile sale. El a fost construit de faraonii Amenhotep al III-lea și Ramses al II-lea, în onoarea zeilor Amon, Mut, și Khons. Unul dintre basoreliefurile de pe portal amintește de războiul cu hitiții, purtat de ultimul dintre faraonii menționați anterior. Cele mai importante descoperiri, provenind din capitala faraonilor, au fost adunate în Muzeul Luxor. Aici pot fi admirate, printre altele, obiectele găsite în mormântul lui Tutankhamon, decedat la vârsta de 19 ani, după o foarte scurtă domnie. Principalii ctitori ai templelor din Karnak sunt considerați Tutmes I, Tutmes al III-lea, Hatshepsut și Ramses al II-lea.
Decăderea finală a Tebei a avut loc, după o reînflorire episodică, odată cu prăbușirea dinastiei XXXI, în anul 332 î.Hr. La sfîrșitul secolului I î.Hr., orașul a fost distrus de romani.

## Economia
Agricultura este una din ramurile importante al Luxorului. Localnicii se ocupă cu cultivarea bumbacului, trestiei de zahăr, porumbului, cerealelor, fructelor și legumelor, creșterea animalelor, pescuit și Turism.

## Clima
Clima este tropical-deșertică. Temperatura medie multianuală este de +14 °C în ianuarie și de +32 °C în iulie. Puternice vânturi deșertice și furtuni de nisip ocazionale.

## Galerie de imagini

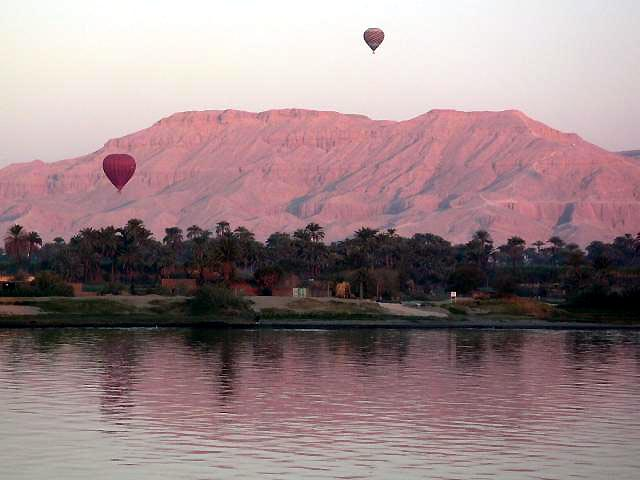
Balon trecând peste Banca de Vest
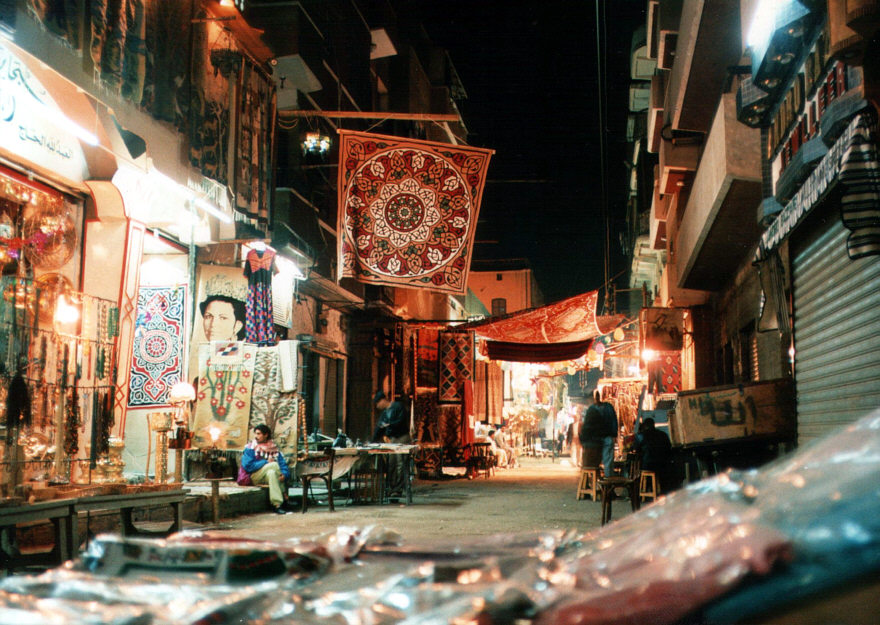
Stradă comercială din Luxor
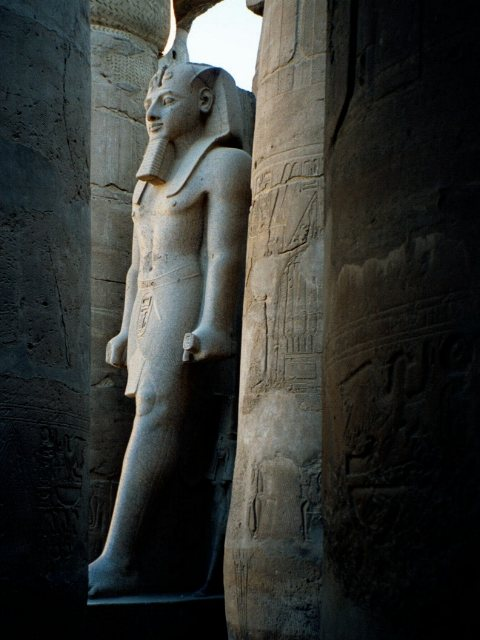
Statuie faraonică din Templul din Luxor
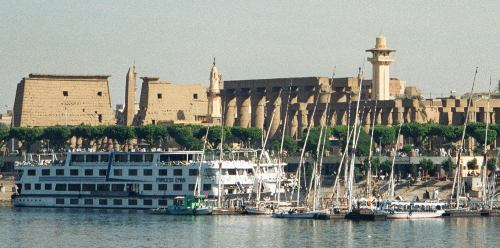
Vedere panoramică a Luxorului